# Zbigniew Myczkowski
Zbigniew Myczkowski (ur. 5 lutego 1955 w Krakowie) – polski architekt, profesor doktor habilitowany nauk technicznych, profesor Wydziału Architektury Politechniki Krakowskiej i Wyższej Szkoły Ekologii i Zarządzania w Warszawie, specjalista w zakresie architektury krajobrazu, teorii architektury i urbanistyki.

## Życiorys
Jego rodzicami byli Stefan Myczkowski, doktor, później profesor nauk leśnych, oraz Agnieszka Lubowiecka. W 1979 został nauczycielem akademickim Wydziału Architektury Politechniki Krakowskiej. W 1990 na podstawie napisanej pod kierunkiem Marii Łuczyńskiej-Bruzda rozprawy pt. Regionalizm architektoniczno-krajobrazowy Doliny Prądnika otrzymał stopień naukowy doktora nauk technicznych w dyscyplinie architektura i urbanistyka w specjalności teoria architektury. Tam też w 1999 na podstawie dorobku naukowego oraz rozprawy pt. Krajobraz wyrazem tożsamości w wybranych obszarach chronionych w Polsce uzyskał stopień doktora habilitowanego nauk technicznych w dyscyplinie architektura i urbanistyka w specjalności teoria architektury. W latach 2002–2003 był dyrektorem Instytutu Architektury Krajobrazu Wydziału Architektury Politechniki Krakowskiej. Został profesorem nadzwyczajnym na tym wydziale oraz na Wydziale Architektury Wyższej Szkoły Ekologii i Zarządzania w Warszawie. Został także pracownikiem Narodowego Instytutu Dziedzictwa. 21 września 2020 roku Prezydent RP nadał mu tytuł naukowy profesora nauk inżynieryjno-technicznych.
W 2007 roku został przyjęty w poczet członków Zakonu Rycerskiego Grobu Bożego w Jerozolimie. Wszedł w skład Komitetu Ochrony Przyrody PAN.

## Życie prywatne
W 1981 zawarł związek małżeński z Dorotą Rudkowską. Mają trzy córki: Annę, Marię i Katarzynę oraz syna Michała.

## Odznaczenia
- Medal Komisji Edukacji Narodowej (2020)[1]
- Złoty Krzyż Zasługi (2018)[1]
- Srebrny Krzyż Zasługi (2002)[1]
- Złoty Medal za Długoletnią Służbę (2010)[1]
- Brązowy (2005), Srebrny (2014) i Złoty (2019) Medal „Zasłużony Kulturze Gloria Artis”[7][1]
- Złoty Medal za działalność na rzecz ochrony zabytkowych parków i ogrodów (1986 i 1988)[1]
- Złota Odznaka „Za opiekę nad zabytkami” (1993 i 2004)[1]
- Medal im. Profesora Zygmunta Nováka (1994)[1]
- Medal i Nagroda im. Gerarda Ciołka (2005)[1]
- Odznaka „Honoris Gratia” przyznana przez prezydenta Krakowa (2017)[1]